# Concours général individuel de gymnastique artistique masculine aux Jeux olympiques d'été

## Médaillés
| Édition | Lieu           | Or                       | Argent                  | Bronze                   |
| ------- | -------------- | ------------------------ | ----------------------- | ------------------------ |
| 1900    | Paris          | Gustave Sandras (FRA)    | Noël Bas (FRA)          | Lucien Démanet (FRA)     |
| 1904    | Saint-Louis    | Julius Lenhart (USA)     | Wilhelm Weber (GER)     | Adolf Spinnler (SUI)     |
| 1908    | Londres        | Alberto Braglia (ITA)    | Walter Tysall (GBR)     | Louis Segura (FRA)       |
| 1912    | Stockholm      | Alberto Braglia (ITA)    | Louis Segura (FRA)      | Adolfo Tunesi (ITA)      |
| 1920    | Anvers         | Giorgio Zampori (ITA)    | Marco Torrès (FRA)      | Jean Gounot (FRA)        |
| 1924    | Paris          | Leon Štukelj (YUG)       | Robert Pražák (TCH)     | Bedřich Šupčík (TCH)     |
| 1928    | Amsterdam      | Georges Miez (SUI)       | Hermann Hänggi (SUI)    | Leon Štukelj (YUG)       |
| 1932    | Los Angeles    | Romeo Neri (ITA)         | István Pelle (HUN)      | Heikki Savolainen (FIN)  |
| 1936    | Berlin         | Alfred Schwarzmann (GER) | Eugen Mack (SUI)        | Konrad Frey (GER)        |
| 1948    | Londres        | Veikko Huhtanen (FIN)    | Walter Lehmann (SUI)    | Paavo Aaltonen (FIN)     |
| 1952    | Helsinki       | Viktor Chukarin (URS)    | Grant Shaginyan (URS)   | Josef Stalder (SUI)      |
| 1956    | Melbourne      | Viktor Chukarin (URS)    | Takashi Ono (JPN)       | Yuri Titov (URS)         |
| 1960    | Rome           | Boris Shakhlin (URS)     | Takashi Ono (JPN)       | Yuri Titov (URS)         |
| 1964    | Tokyo          | Yukio Endo (JPN)         | Viktor Lisitsky (URS)   | none awarded             |
| 1964    | Tokyo          | Yukio Endo (JPN)         | Boris Shakhlin (URS)    | none awarded             |
| 1964    | Tokyo          | Yukio Endo (JPN)         | Shuji Tsurumi (JPN)     | none awarded             |
| 1968    | Mexico         | Sawao Kato (JPN)         | Mikhail Voronin (URS)   | Akinori Nakayama (JPN)   |
| 1972    | Munich         | Sawao Kato (JPN)         | Eizo Kenmotsu (JPN)     | Akinori Nakayama (JPN)   |
| 1976    | Montréal       | Nikolai Andrianov (URS)  | Sawao Kato (JPN)        | Mitsuo Tsukahara (JPN)   |
| 1980    | Moscou         | Alexander Dityatin (URS) | Nikolai Andrianov (URS) | Stoyan Deltchev (BUL)    |
| 1984    | Los Angeles    | Koji Gushiken (JPN)      | Peter Vidmar (USA)      | Li Ning (CHN)            |
| 1988    | Séoul          | Vladimir Artemov (URS)   | Valeri Liukin (URS)     | Dmitry Bilozerchev (URS) |
| 1992    | Barcelone      | Vitaly Scherbo (EUN)     | Grigori Misutin (EUN)   | Valery Belenky (EUN)     |
| 1996    | Atlanta        | Li Xiaoshuang (CHN)      | Alexei Nemov (RUS)      | Vitaly Scherbo (BLR)     |
| 2000    | Sydney         | Aleksey Nemov (RUS)      | Yang Wei (CHN)          | Oleksandr Beresh (UKR)   |
| 2004    | Athènes        | Paul Hamm (USA)          | Kim Dae-eun (KOR)       | Yang Tae-young (KOR)     |
| 2008    | Pékin          | Yang Wei (CHN)           | Kohei Uchimura (JPN)    | Benoît Caranobe (FRA)    |
| 2012    | Londres        | Kohei Uchimura (JPN)     | Marcel Nguyen (GER)     | Danell Leyva (USA)       |
| 2016    | Rio de Janeiro | Kohei Uchimura (JPN)     | Oleg Verniaiev (UKR)    | Max Whitlock (GBR)       |
| 2020    | Tokyo          | Daiki Hashimoto (JPN)    | Xiao Ruoteng (CHN)      | Nikita Nagornyy (ROC)    |
| 2024    | Paris          | Shinnosuke Oka (JPN)     | Zhang Boheng (CHN)      | Xiao Ruoteng (CHN)       |